# Neuroserica
Neuroserica är ett släkte av skalbaggar. Neuroserica ingår i familjen Melolonthidae.
Kladogram enligt Catalogue of Life:
| Neuroserica | \| \| Neuroserica deffeti \| \| \| \| \| \| Neuroserica fulvescens \| \| \| \| \| \| Neuroserica unguiculata \| \| \| \| \| \| Neuroserica usambarica \| \| \| \| |
|             | \| \| Neuroserica deffeti \| \| \| \| \| \| Neuroserica fulvescens \| \| \| \| \| \| Neuroserica unguiculata \| \| \| \| \| \| Neuroserica usambarica \| \| \| \| |
|             | Neuroserica deffeti |
|             | |
|             | Neuroserica fulvescens |
|             | |
|             | Neuroserica unguiculata |
|             | |
|             | Neuroserica usambarica |
|             | |